# Urechis caupo
Urechis caupo es una especie de gusano marino de la familia Urechidae, generalmente conocido como pez Cuervo.
, debido a su forma. Se encuentra en aguas superficiales de la costa oeste de América del Norte donde forma madrigueras en el sedimento.

## Descripción
Urechis caupo es un gusano insegmentado cilíndrico que puede llegar a crecer hasta una longitud de 50 centímetros. Tiene un par de salientes en la superficie ventral y en la aleta anterior, así como un anillo distintivo alrededor del ano en la aleta posterior. La probóscide es corta.

## Distribución y hábitat
Habita en aguas superficiales del océano Pacífico nororiental; Su distribución se extiende de Oregón al norte de Baja California. Vive en madrigueras de arena embarrada en la zona intermareal y en la superficial zona nerítica.
Miles de estos gusanos ocasionalmente varan en playas del norte de California. Uno de estos eventos tuvo lugar el 6 de diciembre de 2019, en Punta Reyes, fue el resultado de una tormenta que destruyó madrigueras de un gran número de ejemplares.

## Ecología
Urechis caupo es detritívoro y crea madrigueras en el sedimento blando del lecho marino. Cuando se alimenta,  exuda un moco que mueve hacia atrás en la madriguera, por ello creando una especie de red. Las partículas del agua de las que se alimenta quedan adheridas a la red mucosa. Posteriormente el gusano traga la red con las partículas a modo de comida. Este proceso es repetido, y en una área con abundancia de detritos, puede ser completado en pocos minutos. Las pelotitas fecales se acumulan alrededor del ano del gusano, y periódicamente el gusano contrae su cuerpo bruscamente para producir una corriente de agua del ano que hace explotar las pelotitas, creando una fundición en la superficie de la arena.
Las partículas alimentarias más grandes son rehusadas y retiradas en la madriguera donde proporcionan comida para otros organismos diferentes. Estos comensales incluyen la almeja de California (Cryptomya californica), cangrejo guisante, gambas y polinoidos.
Los sexos están separados y la fertilización es externa. Los huevos son rosas o amarillentos y el esperma es blanco, siendo liberado en el agua. Las larvas son planctónicas durante los 60 días que viven en el fondo; son fuertemente atraídos para anidar en la proximidad de otros gusanos marinos por un químico liberado en el agua.